# Habronattus banksi
Habronattus banksi là một loài nhện trong họ Salticidae.
Loài này thuộc chi Habronattus. Habronattus banksi được Elizabeth Maria Gifford Peckham & George William Peckham miêu tả năm 1901.